# NASCAR Cup Series 2021

Logo der NASCAR Cup Series

Der NASCAR Cup ging 2021 in seine 73. Saison. Die Saison begann am 9. Februar wie gewohnt mit dem Busch Clash auf dem Daytona International Speedway. Allerdings wurde dieses Rennen zum ersten Mal auf dem Rundkurs ausgetragen. Das erste Punkterennen der Saison fand am 14. Februar statt, konnte aber aufgrund schlechten Wetters erst einen Tag später beendet werden. Am 28. August fand das letzte Rennen der regulären Saison statt. Als Führender nach Punkten ging Kyle Larson in die Playoffs. Am 7. November fand das letzte Rennen der Saison wie im Vorjahr auf dem Phoenix Raceway statt.
In Deutschland wurden die Rennen entweder live auf Sport1+ mit Originalkommentar, oder auf Motorvision TV mit deutschem Kommentar übertragen.

## Änderungen zum Vorjahr
- Nach seiner Sperre und der Entlassung bei Chip Ganassi Racing startet Kyle Larson 2021 für Hendrick Motorsports.
- Nach dem Weggang vom siebenfachen Cup Champion Jimmie Johnson wechselt Alex Bowman teamintern von der Startnummer #88 in die #48.
- Ross Chastain übernimmt das Cockpit der #42 bei Chip Ganassi Racing.
- Bubba Wallace wechselt in das neu gegründete NASCAR-Team 23XI Team von Basketball Star Michael Jordan und Denny Hamlin.[3]
- Erik Jones wechselte von Joe Gibbs Racing zu Richard Petty Motorsports in die #43
- JTG Daugherty Racing verkaufte seinen zweiten Chartervertrag an Spire Motorsports. Der zweite eingesetzte Wagen von Ryan Preece mit der #37 nahm trotzdem an allen Rennen teil.[4]
- Germain Racing, Leavine Family Racing und Go Fas Racing stellten den Betrieb ein. Die Charterverträge dieser Teams gingen an das neue Trackhouse Team von den Besitzern Justin Marks und Pitbull, sowie an Rick Ware Racing und Live Fast Motorsports.[5]

## Fahrer und Teams

### Teams mit Chartervertrag
(R) – Rookie
| Team                      | Hersteller       | Nr. | Fahrer              | Anzahl Rennen | Crew Chief                                              |
| ------------------------- | ---------------- | --- | ------------------- | ------------- | ------------------------------------------------------- |
| Hendrick Motorsports      | Chevrolet        | #5  | Kyle Larson         | 36            | Cliff Daniels                                           |
| Hendrick Motorsports      | Chevrolet        | #9  | Chase Elliott       | 36            | Alan Gustafson (35), Tom Gray (1)                       |
| Hendrick Motorsports      | Chevrolet        | #24 | William Byron       | 36            | Rudy Fugle                                              |
| Hendrick Motorsports      | Chevrolet        | #48 | Alex Bowman         | 36            | Greg Ives                                               |
| Joe Gibbs Racing          | Toyota           | #11 | Denny Hamlin        | 36            | Chris Gabehart                                          |
| Joe Gibbs Racing          | Toyota           | #18 | Kyle Busch          | 36            | Ben Beshore (35), Seth Chavka (1)                       |
| Joe Gibbs Racing          | Toyota           | #19 | Martin Truex Jr.    | 36            | James Small                                             |
| Joe Gibbs Racing          | Toyota           | #20 | Christopher Bell    | 36            | Adam Stevens (35), Chris Sherwood (1)                   |
| Stewart-Haas Racing       | Ford             | #4  | Kevin Harvick       | 36            | Rodney Childers (35), Greg Zipadelli (1)                |
| Stewart-Haas Racing       | Ford             | #10 | Aric Almirola       | 36            | Mike Bugarewicz                                         |
| Stewart-Haas Racing       | Ford             | #14 | Chase Briscoe (R)   | 36            | Johnny Klausmeier (35), Michael Cook (1)                |
| Stewart-Haas Racing       | Ford             | #41 | Cole Custer         | 36            | Mike Shiplett (35), Davin Restive (1)                   |
| Team Penske               | Ford             | #2  | Brad Keselowski     | 36            | Jeremy Bullins (33), Grant Hutchens (3)                 |
| Team Penske               | Ford             | #12 | Ryan Blaney         | 36            | Todd Gordon                                             |
| Team Penske               | Ford             | #22 | Joey Logano         | 36            | Paul Wolfe (35), Jonathan Hassler (1)                   |
| Chip Ganassi Racing       | Chevrolet        | #1  | Kurt Busch          | 36            | Matt McCall                                             |
| Chip Ganassi Racing       | Chevrolet        | #42 | Ross Chastain       | 36            | Phil Surgen                                             |
| Richard Childress Racing  | Chevrolet        | #3  | Austin Dillon       | 36            | Justin Alexander                                        |
| Richard Childress Racing  | Chevrolet        | #8  | Tyler Reddick       | 36            | Randall Burnett (35), Andrew Dickenson (1)              |
| Front Row Motorsports     | Ford             | #34 | Michael McDowell    | 36            | Drew Blickensderfer (35), Jason Sheets (1)              |
| Front Row Motorsports     | Ford             | #38 | Anthony Alfredo (R) | 36            | Seth Barbour (34), Derrick Finley (2)                   |
| Wood Brothers Racing      | Ford             | #21 | Matt DiBenedetto    | 36            | Jonathan Hassler (21), Greg Erwin (15)                  |
| Roush Fenway Racing       | Ford             | #6  | Ryan Newman         | 36            | Scott Graves (31), Luke Lambert (5)                     |
| Roush Fenway Racing       | Ford             | #17 | Chris Buescher      | 36            | Luke Lambert (31), Scott Graves (5)                     |
| 23XI Racing               | Toyota           | #23 | Bubba Wallace       | 36            | Mike Wheeler (28), Bootie Barker (8)                    |
| JTG Daugherty Racing      | Chevrolet        | #47 | Ricky Stenhouse Jr. | 36            | Brian Pattie                                            |
| Richard Petty Motorsports | Chevrolet        | #43 | Erik Jones          | 36            | Jerry Baxter                                            |
| Trackhouse Racing Team    | Chevrolet        | #99 | Daniel Suarez       | 36            | Travis Mack (34), Jose Blasco-Figueroa (2)              |
| Spire Motorsports         | Chevrolet        | #7  | Corey LaJoie        | 35            | Ryan Sparks (35), Steve Letarte (1)                     |
| Spire Motorsports         | Chevrolet        | #7  | Josh Berry          | 1             | Ryan Sparks (35), Steve Letarte (1)                     |
| Spire Motorsports         | Chevrolet        | #77 | Justin Haley        | 30            | Kevin Bellincourt (34), Peter Sospenzo (2)              |
| Spire Motorsports         | Chevrolet        | #77 | Justin Allgaier     | 2             | Kevin Bellincourt (34), Peter Sospenzo (2)              |
| Spire Motorsports         | Chevrolet        | #77 | Jamie McMurray      | 1             | Kevin Bellincourt (34), Peter Sospenzo (2)              |
| Spire Motorsports         | Chevrolet        | #77 | Stewart Friesen     | 1             | Kevin Bellincourt (34), Peter Sospenzo (2)              |
| Spire Motorsports         | Chevrolet        | #77 | Josh Berry          | 1             | Kevin Bellincourt (34), Peter Sospenzo (2)              |
| Spire Motorsports         | Chevrolet        | #77 | Ben Rhodes          | 1             | Kevin Bellincourt (34), Peter Sospenzo (2)              |
| Petty Ware Racing         | Chevrolet / Ford | #51 | Cody Ware           | 31            | Mike Hillman Sr. (35), Billy Plourde (1)                |
| Petty Ware Racing         | Chevrolet / Ford | #51 | Garrett Smithley    | 2             | Mike Hillman Sr. (35), Billy Plourde (1)                |
| Petty Ware Racing         | Chevrolet / Ford | #51 | J.J. Yeley          | 2             | Mike Hillman Sr. (35), Billy Plourde (1)                |
| Petty Ware Racing         | Chevrolet / Ford | #51 | James Davison       | 1             | Mike Hillman Sr. (35), Billy Plourde (1)                |
| Rick Ware Racing          | Chevrolet / Ford | #15 | James Davison       | 17            | Pat Tryson (23), Ken Evans (11), Billy Plourde (2)      |
| Rick Ware Racing          | Chevrolet / Ford | #15 | Joey Gase           | 8             | Pat Tryson (23), Ken Evans (11), Billy Plourde (2)      |
| Rick Ware Racing          | Chevrolet / Ford | #15 | Garrett Smithley    | 4             | Pat Tryson (23), Ken Evans (11), Billy Plourde (2)      |
| Rick Ware Racing          | Chevrolet / Ford | #15 | Derrike Cope        | 1             | Pat Tryson (23), Ken Evans (11), Billy Plourde (2)      |
| Rick Ware Racing          | Chevrolet / Ford | #15 | Chris Windom        | 1             | Pat Tryson (23), Ken Evans (11), Billy Plourde (2)      |
| Rick Ware Racing          | Chevrolet / Ford | #15 | J.J. Yeley          | 1             | Pat Tryson (23), Ken Evans (11), Billy Plourde (2)      |
| Rick Ware Racing          | Chevrolet / Ford | #15 | Bayley Currey       | 1             | Pat Tryson (23), Ken Evans (11), Billy Plourde (2)      |
| Rick Ware Racing          | Chevrolet / Ford | #15 | R.C. Enerson        | 1             | Pat Tryson (23), Ken Evans (11), Billy Plourde (2)      |
| Rick Ware Racing          | Chevrolet / Ford | #15 | Josh Bilicki        | 1             | Pat Tryson (23), Ken Evans (11), Billy Plourde (2)      |
| Rick Ware Racing          | Chevrolet / Ford | #15 | Ryan Ellis          | 1             | Pat Tryson (23), Ken Evans (11), Billy Plourde (2)      |
| Rick Ware Racing          | Chevrolet / Ford | #53 | Garrett Smithley    | 21            | Billy Plourde (33), Ken Evans (2), Mike Hillman Sr. (1) |
| Rick Ware Racing          | Chevrolet / Ford | #53 | Joey Gase           | 8             | Billy Plourde (33), Ken Evans (2), Mike Hillman Sr. (1) |
| Rick Ware Racing          | Chevrolet / Ford | #53 | J.J. Yeley          | 4             | Billy Plourde (33), Ken Evans (2), Mike Hillman Sr. (1) |
| Rick Ware Racing          | Chevrolet / Ford | #53 | Cody Ware           | 1             | Billy Plourde (33), Ken Evans (2), Mike Hillman Sr. (1) |
| Rick Ware Racing          | Chevrolet / Ford | #53 | Ryan Eversley       | 1             | Billy Plourde (33), Ken Evans (2), Mike Hillman Sr. (1) |
| Rick Ware Racing          | Chevrolet / Ford | #53 | James Davison       | 1             | Billy Plourde (33), Ken Evans (2), Mike Hillman Sr. (1) |
| Rick Ware Racing          | Ford             | #52 | Josh Bilicki        | 35            | Jason Houghtaling (26), Peter Sospenzo (10)             |
| Rick Ware Racing          | Ford             | #52 | Joey Hand           | 1             | Jason Houghtaling (26), Peter Sospenzo (10)             |
| Live Fast Motorsports     | Ford             | #78 | B.J. McLeod         | 28            | Frank Kerr                                              |
| Live Fast Motorsports     | Ford             | #78 | Scott Heckert       | 3             | Frank Kerr                                              |
| Live Fast Motorsports     | Ford             | #78 | Kyle Tilley         | 3             | Frank Kerr                                              |
| Live Fast Motorsports     | Ford             | #78 | Shane Golobic       | 1             | Frank Kerr                                              |
| Live Fast Motorsports     | Ford             | #78 | Andy Lally          | 1             | Frank Kerr                                              |
| StarCom Racing            | Chevrolet        | #00 | Quin Houff          | 36            | George Church                                           |

### Teams ohne Chartervertrag
| Team                    | Hersteller    | Nr. | Fahrer            | Anzahl Rennen | Crew Chief                                                                    |
| ----------------------- | ------------- | --- | ----------------- | ------------- | ----------------------------------------------------------------------------- |
| #JTG Daugherty Racing   | Chevrolet     | #37 | Ryan Preece       | 36            | Trent Owens                                                                   |
| MBM Motorsports         | Ford / Toyota | #13 | David Starr       | 3             | Mike Contarino (2), Mark Hillman (1), Sebastian LaForge (1), Johnny Roten (1) |
| MBM Motorsports         | Ford / Toyota | #13 | Garrett Smithley  | 1             | Mike Contarino (2), Mark Hillman (1), Sebastian LaForge (1), Johnny Roten (1) |
| MBM Motorsports         | Ford / Toyota | #13 | Timmy Hill        | 1             | Mike Contarino (2), Mark Hillman (1), Sebastian LaForge (1), Johnny Roten (1) |
| MBM Motorsports         | Ford / Toyota | #66 | Timmy Hill        | 13            | Johnny Roten (13), Clinton Cram (7), Mike Contarino (2)                       |
| MBM Motorsports         | Ford / Toyota | #66 | David Starr       | 4             | Johnny Roten (13), Clinton Cram (7), Mike Contarino (2)                       |
| MBM Motorsports         | Ford / Toyota | #66 | Chad Finchum      | 2             | Johnny Roten (13), Clinton Cram (7), Mike Contarino (2)                       |
| MBM Motorsports         | Ford / Toyota | #66 | J.J. Yeley        | 1             | Johnny Roten (13), Clinton Cram (7), Mike Contarino (2)                       |
| MBM Motorsports         | Ford / Toyota | #66 | Mike Malar        | 1             | Johnny Roten (13), Clinton Cram (7), Mike Contarino (2)                       |
| MBM Motorsports         | Ford / Toyota | #66 | James Davison     | 1             | Johnny Roten (13), Clinton Cram (7), Mike Contarino (2)                       |
| Gaunt Brothers Racing   | Toyota        | #96 | Ty Dillon         | 5             | Jacob Canter (5), Dave Winston (3), A.J. Genail (1)                           |
| Gaunt Brothers Racing   | Toyota        | #96 | Landon Cassill    | 2             | Jacob Canter (5), Dave Winston (3), A.J. Genail (1)                           |
| Gaunt Brothers Racing   | Toyota        | #96 | Harrison Burton   | 1             | Jacob Canter (5), Dave Winston (3), A.J. Genail (1)                           |
| Gaunt Brothers Racing   | Toyota        | #96 | Parker Kligerman  | 1             | Jacob Canter (5), Dave Winston (3), A.J. Genail (1)                           |
| Kaulig Racing           | Chevrolet     | #16 | A.J. Allmendinger | 5             | Matt Swiderski                                                                |
| Kaulig Racing           | Chevrolet     | #16 | Kaz Grala         | 3             | Matt Swiderski                                                                |
| Kaulig Racing           | Chevrolet     | #16 | Justin Haley      | 1             | Matt Swiderski                                                                |
| Team Penske             | Ford          | #33 | Austin Cindric    | 7             | Miles Stanley                                                                 |
| Front Row Motorsports   | Ford          | #36 | David Ragan       | 1             | Derrick Finley                                                                |
| Beard Motorsports       | Chevrolet     | #62 | Noah Gragson      | 1             | Darren Shaw                                                                   |
| B.J. McLeod Motorsports | Ford          | #55 | Matt Mills        | 1             | Lee Leslie                                                                    |

## Rennkalender

### Reguläre Saisonrennen
|                     | Datum      | Rennen                              | Ort                             | Streckentyp         | Pole Position    | Sieger            |
| ------------------- | ---------- | ----------------------------------- | ------------------------------- | ------------------- | ---------------- | ----------------- |
| 1                   | 14.-15.02. | Daytona 500                         | Daytona International Speedway  | Superspeedway       | Alex Bowman      | Michael McDowell  |
| 2                   | 21.02.     | O’Reilly Auto Parts 253             | Daytona International Speedway  | Rundkurs            | Chase Elliott    | Christopher Bell  |
| 3                   | 28.02.     | Dixie Vodka 400                     | Homestead-Miami Speedway        | 1,5-Meilen-Oval     | Denny Hamlin     | William Byron     |
| 4                   | 07.03.     | Pennzoil 400                        | Las Vegas Motorspeedway         | 1,5-Meilen-Oval     | Kevin Harvick    | Kyle Larson       |
| 5                   | 14.03.     | Instacart 500                       | Phoenix Raceway                 | 1-Meilen-Tri-Oval   | Brad Keselowski  | Martin Truex Jr.  |
| 6                   | 21.03.     | Folds of Honor QuikTrip 500         | Atlanta Motor Speedway          | 1,5-Meilen-Oval     | Denny Hamlin     | Ryan Blaney       |
| 7                   | 29.03.     | Food City Dirt Race                 | Bristol Motor Speedway          | Dirt Track          | Kyle Larson      | Joey Logano       |
| 8                   | 10-11.04   | Blue-Emu Maximum Pain Relief 500    | Martinsville Speedway           | Short Track         | Joey Logano      | Martin Truex Jr.  |
| 9                   | 18.04.     | Toyota Owners 400                   | Richmond Raceway                | Short Track         | Martin Truex Jr. | Alex Bowman       |
| 10                  | 25.04.     | GEICO 500                           | Talladega Superspeedway         | Superspeedway       | Denny Hamlin     | Brad Keselowski   |
| 11                  | 02.05.     | Buschy McBusch Race 400             | Kansas Speedway                 | 1,5-Meilen-Tri-Oval | Brad Keselowski  | Kyle Busch        |
| 12                  | 09.05.     | Goodyear 400                        | Darlington Raceway              | 1,366-Meilen-Oval   | Brad Keselowski  | Martin Truex Jr.  |
| 13                  | 16.05.     | Drydene 400                         | Dover International Speedway    | 1-Meilen-Oval       | Martin Truex Jr. | Alex Bowman       |
| 14                  | 23.05.     | EchoPark Texas Grand Prix           | Circuit Of The Americas         | Rundkurs            | Tyler Reddick    | Chase Elliott     |
| 15                  | 30.05.     | Coca-Cola 600                       | Charlotte Motor Speedway        | 1,5-Meilen-Oval     | Kyle Larson      | Kyle Larson       |
| 16                  | 06.06.     | Toyota/Save Mart 350                | Sonoma Raceway                  | Rundkurs            | Kyle Larson      | Kyle Larson       |
| 17                  | 20.06.     | Ally 400                            | Nashville Superspeedway         | Superspeedway       | Aric Almirola    | Kyle Larson       |
| 18                  | 26.06.     | Pocono Organics CBD 325             | Pocono Raceway                  | 2,5-Meilen-Tri-Oval | Kyle Larson      | Alex Bowman       |
| 19                  | 27.06.     | Explore the Pocono Mountains 350    | Pocono Raceway                  | 2,5-Meilen-Tri-Oval | Brad Keselowski  | Kyle Busch        |
| 20                  | 04.07.     | Jockey Made in America 250          | Road America                    | Rundkurs            | William Byron    | Chase Elliott     |
| 21                  | 11.07.     | Quaker State 400                    | Atlanta Motor Speedway          | 1,5-Meilen-Oval     | Chase Elliott    | Kurt Busch        |
| 22                  | 18.07.     | Foxwoods Resort Casino 301          | New Hampshire Motor Speedway    | 1-Meilen-Oval       | Kyle Busch       | Aric Almirola     |
| 23                  | 08.08.     | Go Bowling at The Glen              | Watkins Glen International      | Rundkurs            | Brad Keselowski  | Kyle Larson       |
| 24                  | 15.08.     | Verizon 200 at the Brickyard        | Indianapolis Motor Speedway     | Rundkurs            | William Byron    | A.J. Allmendinger |
| 25                  | 22.08.     | FireKeepers Casino 400              | Michigan International Speedway | 2-Meilen-Oval       | Kyle Larson      | Ryan Blane        |
| 26                  | 28.08.     | Coke Zero Sugar 400                 | Daytona International Speedway  | Superspeedway       | Kyle Larson      | Ryan Blaney       |
| Playoff Round of 16 |            |                                     |                                 |                     |                  |                   |
| 27                  | 05.09.     | Cook Out Southern 500               | Darlington Raceway              | 1,366-Meilen-Oval   | Ryan Blaney      | Denny Hamlin      |
| 28                  | 11.09.     | Federated Auto Parts 400            | Richmond Raceway                | Short Track         | Kyle Larson      | Martin Truex Jr.  |
| 29                  | 18.09.     | Bass Pro Shops Night Race           | Bristol Motor Speedway          | Short Track         | Martin Truex Jr. | Kyle Larson       |
| Playoff Round of 12 |            |                                     |                                 |                     |                  |                   |
| 30                  | 26.09.     | South Point 400                     | Las Vegas Motor Speedway        | 1,5-Meilen-Oval     | Kyle Larson      | Denny Hamlin      |
| 31                  | 04.10.     | YellaWood 500                       | Talladega Superspeedway         | Superspeedway       | Denny Hamlin     | Bubba Wallace     |
| 32                  | 10.10.     | Bank of America Roval 400           | Charlotte Motor Speedway        | Roval               | Denny Hamli      | Kyle Larson       |
| Playoff Round of 8  |            |                                     |                                 |                     |                  |                   |
| 33                  | 17.10.     | Autotrader EchoPark Automotive 500  | Texas Motor Speedway            | 1,5-Meilen-Oval     | Kyle Larson      | Kyle Larson       |
| 34                  | 24.10.     | Hollywood Casino 400                | Kansas Speedway                 | 1,5-Meilen-Tri-Oval | Kyle Larson      | Kyle Larson       |
| 35                  | 31.10.     | Xfinity 500                         | Martinsville Speedway           | Short Track         | Kyle Larson      | Alex Bowman       |
| Championship 4      |            |                                     |                                 |                     |                  |                   |
| 36                  | 07.11.     | NASCAR Cup Series Championship Race | Phoenix Raceway                 | 1-Meilen-Tri-Oval   | Kyle Larson      | Kyle Larson       |

### Fahrergesamtwertung
NP – nicht punktberechtigt
| Pos. | Fahrer              | Punkte | Playoff Punkte | Siege (davon Playoff) |
| ---- | ------------------- | ------ | -------------- | --------------------- |
| 1    | Kyle Larson         | 5040   | 65             | 10 (5)                |
| 2    | Martin Truex Jr.    | 5035   | 29             | 4 (1)                 |
| 3    | Denny Hamlin        | 5034   | 30             | 2 (2)                 |
| 4    | Chase Elliott       | 5032   | 22             | 2                     |
| 5    | Kevin Harvick       | 2361   | 2              | -                     |
| 6    | Brad Keselowski     | 2354   | 8              | 1                     |
| 7    | Ryan Blaney         | 2350   | 24             | 3                     |
| 8    | Joey Logano         | 2336   | 13             | 1                     |
| 9    | Kyle Busch          | 2318   | 23             | 2                     |
| 10   | William Byron       | 2306   | 14             | 1                     |
| 11   | Kurt Busch          | 2297   | 8              | 1                     |
| 12   | Christopher Bell    | 2279   | 5              | 1                     |
| 13   | Tyler Reddick       | 2250   | 3              | -                     |
| 14   | Alex Bowman         | 2240   | 15             | 4 (1)                 |
| 15   | Aric Almirola       | 2215   | 5              | 1                     |
| 16   | Michael McDowell    | 2152   | 5              | 1                     |
| 17   | Austin Dillon       | 935    | -              | -                     |
| 18   | Matt DiBenedetto    | 775    | 1              | -                     |
| 19   | Chris Buescher      | 771    | 2              | -                     |
| 20   | Ross Chastain       | 729    | -              | -                     |
| 21   | Bubba Wallace       | 699    | 6              | 1 (1)                 |
| 22   | Ricky Stenhouse Jr. | 666    | -              | -                     |
| 23   | Chase Briscoe       | 655    | -              | -                     |
| 24   | Erik Jones          | 641    | -              | -                     |
| 25   | Daniel Suarez       | 634    | -              | -                     |
| 26   | Cole Custer         | 575    | -              | -                     |
| 27   | Ryan Preece         | 557    | -              | -                     |
| 28   | Ryan Newman         | 546    | -              | -                     |
| 29   | Corey LaJoie        | 448    | -              | -                     |
| 30   | Anthony Alfredo     | 352    | -              | -                     |
| 31   | Quin Houff          | 176    | -              | -                     |
| 32   | James Davison       | 117    | -              | -                     |
| 33   | Jamie McMurray      | 30     | -              | -                     |
| 34   | Scott Heckert       | 26     | -              | -                     |
| 35   | Joey Hand           | 10     | -              | -                     |
| 36   | Mike Marlar         | 6      | -              | -                     |
| 37   | Chris Windom        | 4      | -              | -                     |
| 38   | David Ragan         | 4      | -              | -                     |
| 39   | R.C. Enerson        | 3      | -              | -                     |
| 40   | Shane Golobic       | 1      | -              | -                     |
| 41   | Ryan Eversley       | 1      | -              | -                     |
| 42   | Derrike Cope        | 1      | -              | -                     |
| NP   | A.J. Allmendinger   | -      | -              | 1                     |